# Marcigny-sous-Thil
Pour les articles homonymes, voir Thil.
Marcigny-sous-Thil est une commune française située dans le département de la Côte-d'Or en région Bourgogne-Franche-Comté.

## Géographie

### Climat
Pour des articles plus généraux, voir Climat de la Bourgogne-Franche-Comté et Climat de la Côte-d'Or.
En 2010, le climat de la commune est de type climat des marges montargnardes, selon une étude du Centre national de la recherche scientifique s'appuyant sur une série de données couvrant la période 1971-2000. En 2020, Météo-France publie une typologie des climats de la France métropolitaine dans laquelle la commune est exposée à un climat océanique altéré et est dans la région climatique  Lorraine, plateau de Langres, Morvan, caractérisée par un hiver rude (1,5 °C), des vents modérés et des brouillards fréquents en automne et hiver. 
Pour la période 1971-2000, la température annuelle moyenne est de 10,1 °C, avec une amplitude thermique annuelle de 16,1 °C. Le cumul annuel moyen de précipitations est de 901 mm, avec 13,2 jours de précipitations en janvier et 8,6 jours en juillet. Pour la période 1991-2020, la température moyenne annuelle observée sur la station météorologique de Météo-France la plus proche, « Semur En Auxois_sapc », sur la commune de Semur-en-Auxois à 12 km à vol d'oiseau, est de 11,2 °C et le cumul annuel moyen de précipitations est de 778,0 mm,. Pour l'avenir, les paramètres climatiques de la commune estimés pour 2050 selon différents scénarios d'émission de gaz à effet de serre sont consultables sur un site dédié publié par Météo-France en novembre 2022.

## Urbanisme

### Typologie
Au 1er janvier 2024, Marcigny-sous-Thil est catégorisée commune rurale à habitat très dispersé, selon la nouvelle grille communale de densité à 7 niveaux définie par l'Insee en 2022.
Elle est située hors unité urbaine. Par ailleurs la commune fait partie de l'aire d'attraction de Semur-en-Auxois, dont elle est une commune de la couronne,. Cette aire, qui regroupe 54 communes, est catégorisée dans les aires de moins de 50 000 habitants,.

### Occupation des sols
L'occupation des sols de la commune, telle qu'elle ressort de la base de données européenne d’occupation biophysique des sols Corine Land Cover (CLC), est marquée par l'importance des territoires agricoles (84 % en 2018), en diminution par rapport à 1990 (85,6 %). La répartition détaillée en 2018 est la suivante : 
prairies (68 %), terres arables (13,9 %), forêts (8,7 %), mines, décharges et chantiers (7,4 %), zones agricoles hétérogènes (2,1 %). L'évolution de l’occupation des sols de la commune et de ses infrastructures peut être observée sur les différentes représentations cartographiques du territoire : la carte de Cassini (XVIIIe siècle), la carte d'état-major (1820-1866) et les cartes ou photos aériennes de l'IGN pour la période actuelle (1950 à aujourd'hui).

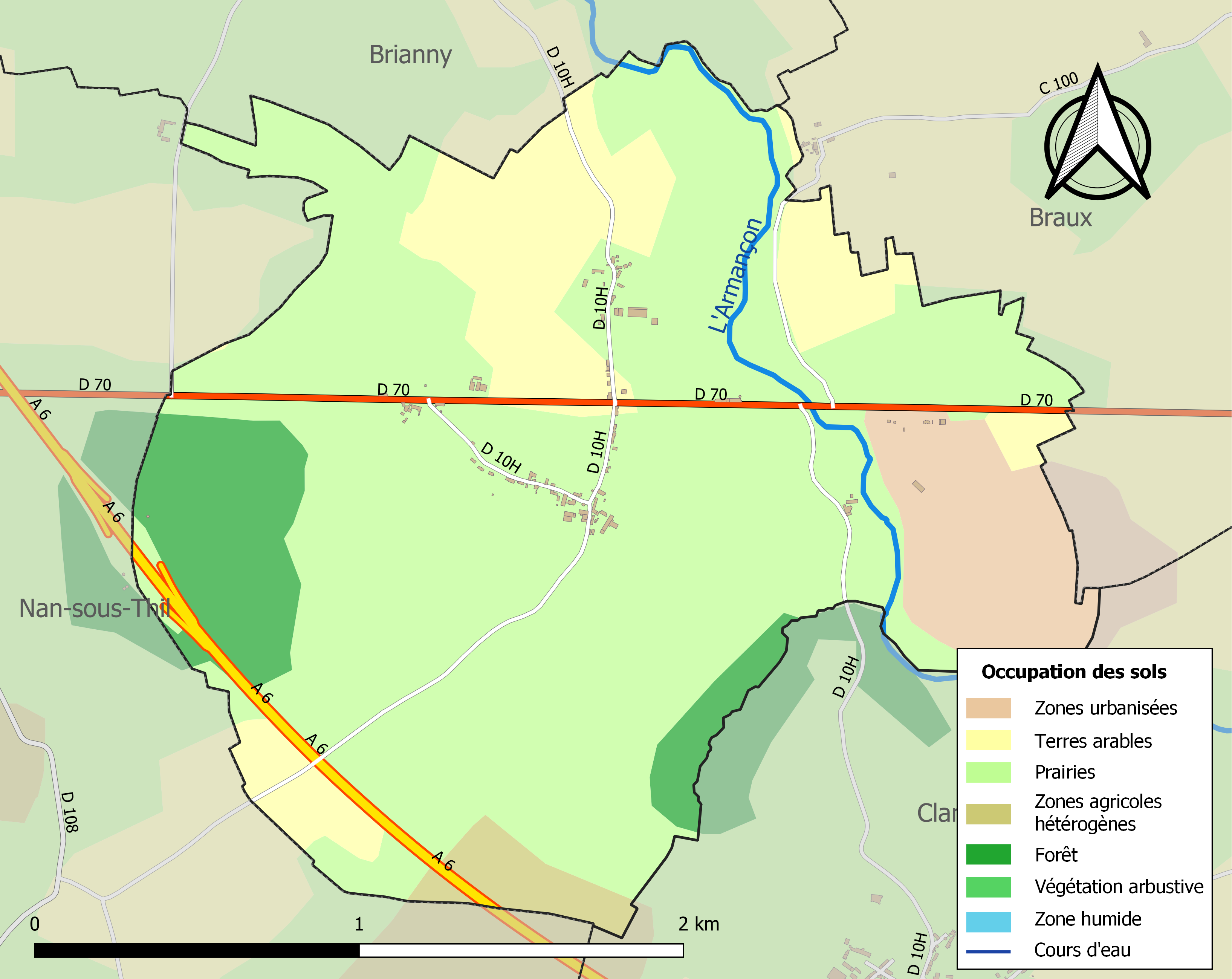
Carte des infrastructures et de l'occupation des sols de la commune en 2018 (CLC).

## Histoire de Marcigny-sous-Thil et du hameau de Saulx
XIIIe siècle : en 1259 apparaît le mot Marcigneius subtus Thillium puis en 1287 Marcigny figure comme étant une "annexe de Nan-sous-Thil" et est un prieuré dépendant  de l'abbaye de Saint-Pierre de Chalon-sur-Saône (l'abbé est seigneur du lieu)
XIVe siècle : en 1371, le duc de Bourgogne, Philippe le Hardi, séjourne à Marcigny, sans doute au château de Saulx.
XVe siècle : en 1430, le maréchal de Bourgogne, Antoine de Thoulongent, convoque à Semur toute la noblesse de la région pour former une armée (parmi ces nobles, on relève les noms de Guillaume et de Jean de Saulx).
XVIIe siècle : de 1620 datent les plus vieux actes d'état-civil (ce sont des registres paroissiaux).  1645 : 20 vassaux (dont le sieur de Saulx) dépendent de la baronnie de Thil ; ceux-ci sont "retrayants et subjets au guet et garde et menus emparements" du château de Thil.
XVIIIe siècle : en 1737, est construit le pont de Marcigny sur l'Armançon, précédant la création de la route royale n° 2 des États de Bourgogne qui sera mise en service 10 ans plus tard.
XIXe siècle : le 30 juin 1800, le général Bonaparte fait une courte halte dans l'hostellerie de Maison-Rouge, où se trouvait un maréchal-ferrant (sa voiture aurait perdu un écrou de roue).  En 1871, des troupes prussiennes occupent la commune.  Entre 1875 et 1883, des loups rôdent encore dans la région, le dernier est abattu dans le bois de Marcigny.
XXe siècle : arrivent en 1927 le téléphone, suivi de l'électricité en 1929 et de l'eau courante en 1973 ! Pendant la guerre de 1939-45, de durs accrochages avec l'armée d'occupation ont lieu en juillet, août et septembre 44. La commune est libérée le 12 septembre par un commandant  d'artillerie de l'armée de Lattre de Tassigny.

## Politique et administration
| Période                                  | Période  | Identité       | Étiquette | Qualité |
| ---------------------------------------- | -------- | -------------- | --------- | ------- |
| avant 1981                               | ?        | Etienne Picard |           |         |
| novembre 2012                            | en cours | Pascal Barrier |           | Employé |
| mars 2008                                | 2012     | Yves Pocard    |           |         |
| mars 2001                                | 2008     | Étienne Picard |           |         |
| Les données manquantes sont à compléter. |          |                |           |         |

## Démographie
L'évolution du nombre d'habitants est connue à travers les recensements de la population effectués dans la commune depuis 1793. Pour les communes de moins de 10 000 habitants, une enquête de recensement portant sur toute la population est réalisée tous les cinq ans, les populations de référence des années intermédiaires étant quant à elles estimées par interpolation ou extrapolation. Pour la commune, le premier recensement exhaustif entrant dans le cadre du nouveau dispositif a été réalisé en 2008.

En 2022, la commune comptait 55 habitants, en évolution de −15,38 % par rapport à 2016 (Côte-d'Or : +0,82 %, France hors Mayotte : +2,11 %).
| 1793 | 1800 | 1806 | 1821 | 1831 | 1836 | 1841 | 1846 | 1851 |
| ---- | ---- | ---- | ---- | ---- | ---- | ---- | ---- | ---- |
| 169  | 141  | 153  | 165  | 165  | 201  | 158  | 177  | 173  |

| 1856 | 1861 | 1866 | 1872 | 1876 | 1881 | 1886 | 1891 | 1896 |
| ---- | ---- | ---- | ---- | ---- | ---- | ---- | ---- | ---- |
| 155  | 161  | 180  | 175  | 173  | 141  | 125  | 128  | 130  |

| 1901 | 1906 | 1911 | 1921 | 1926 | 1931 | 1936 | 1946 | 1954 |
| ---- | ---- | ---- | ---- | ---- | ---- | ---- | ---- | ---- |
| 124  | 106  | 99   | 92   | 96   | 90   | 85   | 97   | 99   |

| 1962 | 1968 | 1975 | 1982 | 1990 | 1999 | 2006 | 2008 | 2013 |
| ---- | ---- | ---- | ---- | ---- | ---- | ---- | ---- | ---- |
| 70   | 67   | 68   | 65   | 43   | 48   | 57   | 59   | 66   |

| 2018 | 2022 | - | - | - | - | - | - | - |
| ---- | ---- | - | - | - | - | - | - | - |
| 57   | 55   | - | - | - | - | - | - | - |

## Lieux et monuments
- Église de la Nativité.
- Croix au bourg.

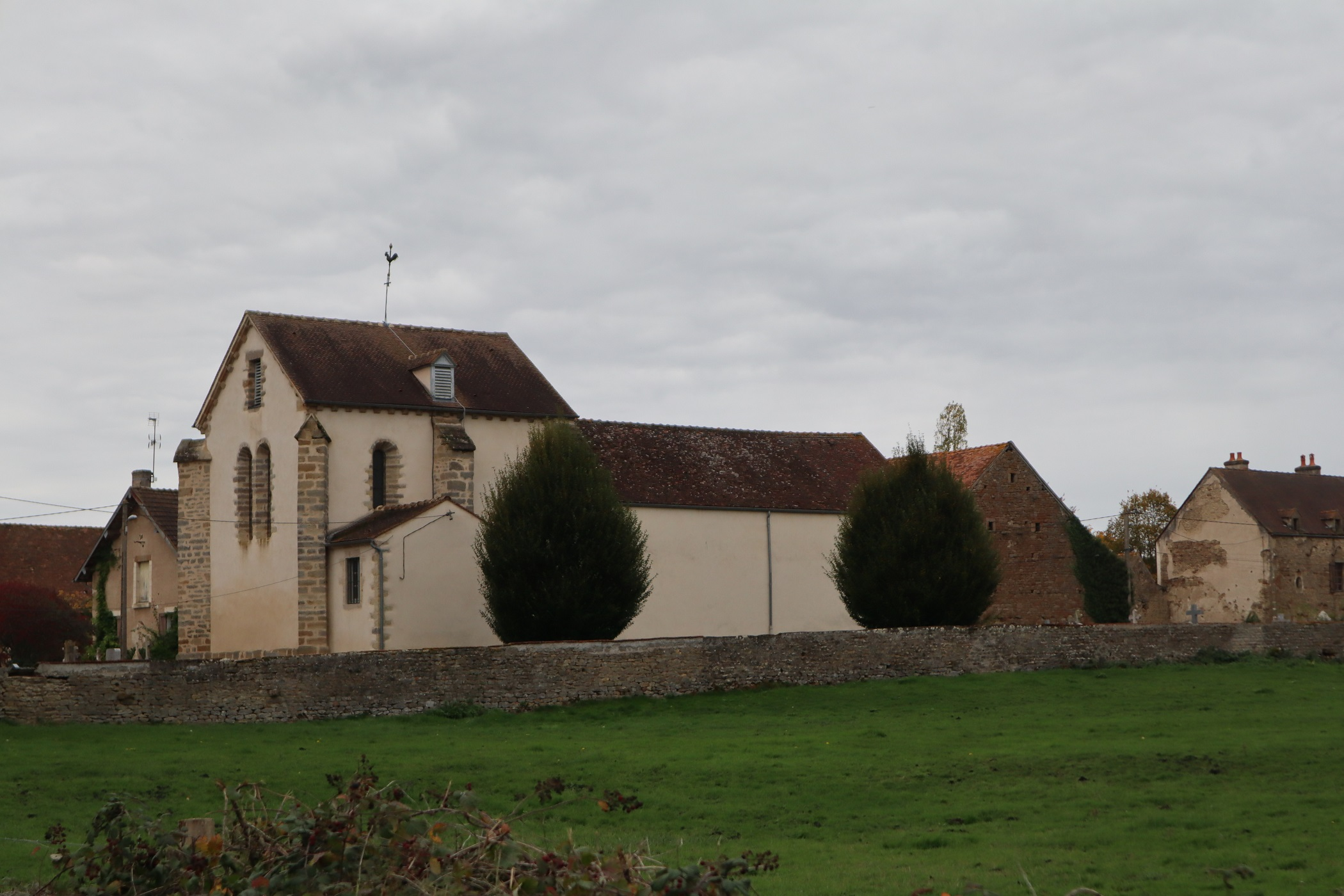
Église paroissiale de Marcigny-sous-Thil.
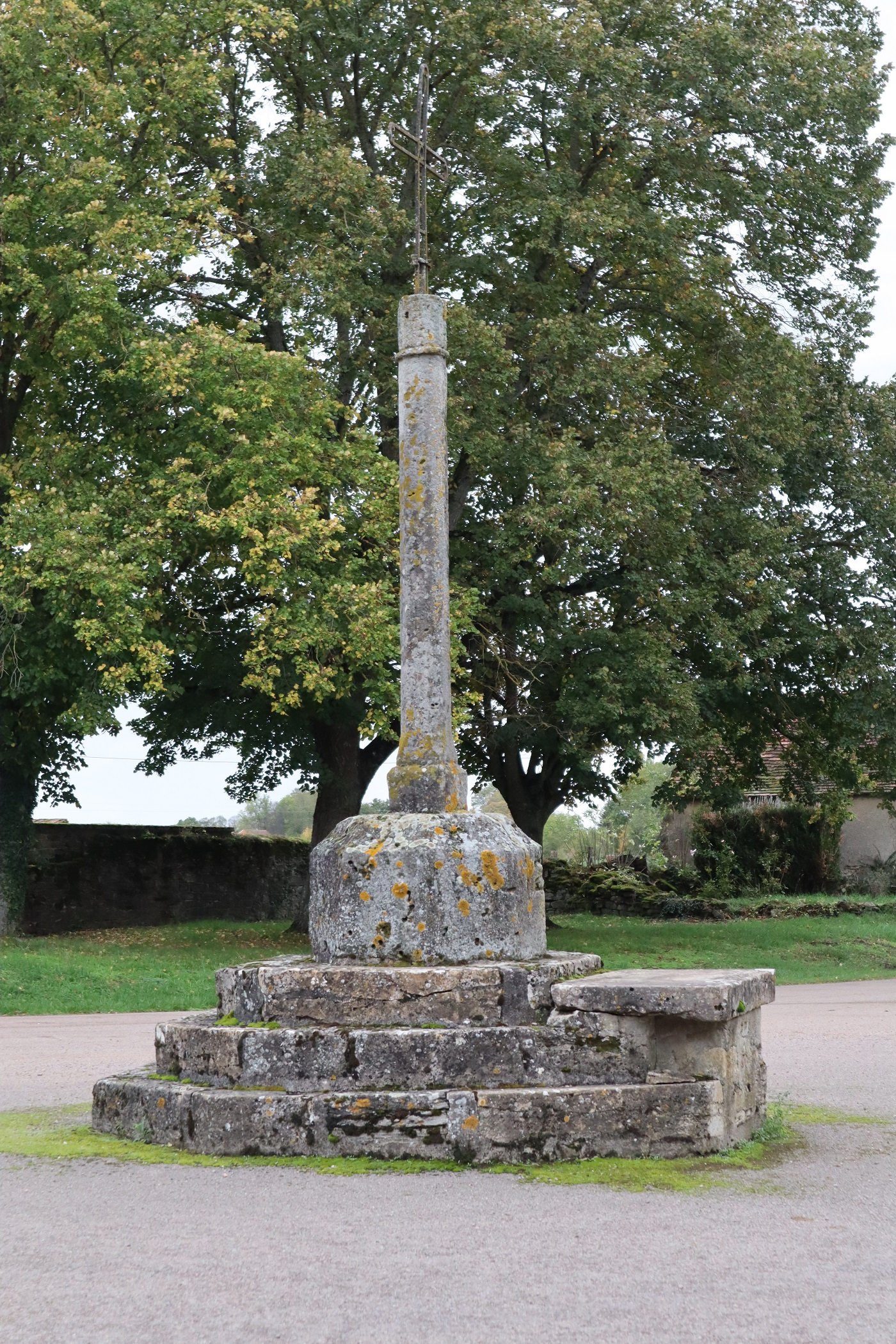
Croix au bourg.

## Personnalités liées à la commune
- André Picard (1899-1979), maire et sénateur de la Côte-d'Or.